# Шатаева, Эльвира Сергеевна
Эльви́ра Серге́евна Шата́ева (1938—1974) — советская альпинистка, мастер спорта СССР, кавалер золотой медали Спорткомитета СССР «За выдающиеся спортивные достижения». Её имя носит вершина в хребте Петра I на Памире. Трагически погибла 8 августа 1974 года во время восхождения на пик Ленина в составе женской команды ДСО «Спартак» (руководитель группы).

## Биография
Родилась в Москве 1 декабря 1938 года. Окончила Московское художественное училище. Работала инструктором спортивного комитета Киевского района города Москвы в ДСО «Спартак». Альпинизмом увлеклась в 1962 году в альплагере «Шхельда», где восстанавливалась после травмы, полученной в беге на коньках.
В период с 1964 по 1972 годы совершила ряд сложных альпинистских восхождений на Кавказе и Памире (среди которых пики Гвандра, Кичкинекол, Архимеда, МНР, Щуровского, Комсомола и другие). В декабре 1970 года получила звание мастер спорта СССР.
Наиболее выдающимися достижениями Шатаевой являются восхождения на пик Коммунизма по ребру «Буревестника» — 5А (1971, третья женщина на вершине), на пик Евгении Корженевской (7105 м) — первая женская группа на семитысячник СССР (Г. Рожальская — тренер, И. Мухамедова, А. Сон), за восхождение на который участницы восхождения были награждены медалями «За выдающееся спортивные достижения», а также траверс вершины Ушба (1973, А. Клокова, Г. Белобородова, И. Мухамедова, Л. Морозова).
В августе 1974 года возглавила альпинистскую группу из восьми женщин, планировавшую траверс массива пика Ленина. После достижения вершины в течение 7-8 августа вся группа погибла во время спуска с вершины из-за разразившейся непогоды.
Была замужем, муж — Владимир Шатаев — советский и российский альпинист (род. в 1937).

### Смерть
В 1974 году Э. Шатаевой в качестве очередной цели для восхождения женской командой по альпинизму был выбран пик Ленина. Планировалось сквозное прохождение вершины через скалу Липкина со спуском через вершину Раздельная. 5 августа в 17.00 в условиях сильно ухудшающейся видимости группа вышла на вершину пика Ленина. Из-за плохого самочувствия двух участниц было принято решение спускаться вниз по пути подъёма, и 6 августа группа разбила бивуак на предвершинном гребне. 7 августа разразился ураган, который порвал всё снаряжение альпинисток. В 10.00 Шатаева по радиосвязи сообщила о смерти первой участницы восхождения Ирины Любимцевой, в 14.00 о гибели ещё двоих, а в 21 час 12 минут состоялся последний радиоэфир, в котором сообщалось, что в живых осталось двое. Все попытки мужских команд, работавших на горе, добраться до терпящих бедствие, оказались безуспешными. Погибли все восемь участниц восхождения: Татьяна Бардашева, Нина Васильева, Ирина Любимцева, Людмила Манжарова, Ильсияр Мухамедова, Галина Переходюк, Валентина Фатеева и Эльвира Шатаева. (девятая участница сбора Гурмузова Э. в восхождении не участвовала).
Похоронена в братской могиле с участницами восхождения в урочище Ачик-Таш в горах Памиро-Алая, Кыргызстан.